# Кононенко, Пётр Павлович
Пётр Петро́вич Кононе́нко (1900—1965) — советский инженер, специалист в области строительства металлургических предприятий, лауреат Ленинской премии 1959 года.
В 1930-е годы работал на строительстве металлургических предприятий в Алчевске, Кривом Роге, Никополе.
Во время войны — заместитель главного инженера треста «Магнитострой», награждён орденами «Знак Почёта» (январь 1943) и Ленина (31.03.1945 — за успешное выполнение заданий Государственного Комитета Обороны по наращению мощностей, освоению выплавки новых марок стали и увеличению производства металла для оборонной промышленности).
После войны до 1951 года — главный инженер треста «Магнитострой», в январе 1952 году награждён орденом Трудового Красного Знамени.
С 1951 года — главный инженер трестов «Запорожстрой», «Главприднепровстрой». С 1954 года — главный инженер треста «Дзержинскстрой». С 1958 года — заместитель министра строительства Украинской ССР.
Лауреат Ленинской премии 1959 года (в составе коллектива) — за коренные усовершенствования методов строительства доменных печей в СССР.
Заслуженный строитель УССР (1960).
Сочинения:
- Показательное строительство доменной печи. [Из опыта треста <Дзержинскстрой>] . — М., 1958. — 65 с. с илл. … Перед загл. авт: П. П. Кононенко, А. Д. Флеер, И. 3. Барч, Б. X. Якубман.

Дочь — Е. П. Кононенко, преподавала английский язык в Днепропетровском металлургическом институте. Зять — В. И. Мелешко, лауреат Государственной премии УССР (1970), профессор, доктор технических наук, зав. отделом в Институте чёрной металлургии. Внук — Мелешко, Вячеслав Владимирович (07.10.1951—14.11.2011), лауреат Государственной премии Украины (2013, посмертно).

## Награды
- орден Ленина
- 4 ордена Трудового Красного Знамени
- орден "Знак Почета"